# باشگاه فوتبال زویگن کانازاوا
باشگاه فوتبال زویگن کانازاوا ژاپنی: ツエーゲン金沢 باشگاه فوتبالی در شهر استان ایشیکاوا، ژاپن است که در جی‌لیگ ۲ بازی می‌کند. این باشگاه در سال ۱۹۵۶ میلادی پایه‌گذاری شده است.